# Bank van Leening (Venlo)
De Bank van Leening is de oudst bekende bank van de Nederlandse stad Venlo.
De bank werd opgericht in 1723, maar werd in 1804 onder Franse heerschappij verboden. In 1818 werd de bank echter op Koninklijk Besluit op 27 april opnieuw opgericht. In 1830 was de bank gevestigd in een woonhuis aan de Oude Markt. Naast dat er bij de bank geld geleend kon worden, deed de Bank van Leening ook dienst als lommerd waar spullen beleend konden worden. Van 1881 tot 1911 was de bank in de Houtstraat gevestigd, in de latere puddingfabriek. De gemeentelijke bank werd na 1911 voortgezet als particuliere bank.